# Calliandra brevipes
A Calliandra brevipes, também conhecida como Esponja, Esponjinha, Manduruvá, Angiquinho, Cabelo-de-anjo, Sarandi e Quebra-foice, é uma espécie de arbusto inerme (sem espinhos ou acúleos) de até 2 metros de altura, glabro e muito ramificado do gênero Calliandra, subfamília Mimosoideae, família Fabaceae.
É uma espécie nativa da América do Sul, mais especificamente do Brasil, Uruguai e norte da Argentina. Habita naturalmente locais úmidos e margens de rios, suportando a força das águas das enchentes e a submersão temporária (espécie reófila). Possui flores com estames muito vistosos, brancos na metade inferior e rosados ou igualmente brancos na metade superior. As folhas são alternas bipinadas de dimensões diminutas.
É considerado um arbusto de grande qualidade ornamental por sua folhagem e floração abundante em diversas épocas do ano, sendo também indicada para a formação de cercas-vivas. É possível propagá-la por sementes e estacas.
Apesar de muito dura, sua madeira não possui importância econômica devido às pequenas dimensões do caule.